# 馬貴 (納里尼奧省)
馬貴是哥倫比亞的城鎮，位於該國西南部，由納里尼奧省負責管轄，距離首府帕斯托380公里，始建於1871年，面積2,989平方公里，海拔高度40米，2005年人口13,831。
1°56′N 78°12′W / 1.933°N 78.200°W